# Free Finga
Free Finga (in precedenza Fingalick), pseudonimo di Tomas Narkevičius (Vilnius, 1992), è un produttore discografico e musicista lituano.

## Biografia
Ha intrapreso la carriera musicale nel 2014, facendosi conoscere con l'uscita del secondo album in studio Pick Up Line (2018), che ha esordito in vetta alla Albumų Top 100 ed ha collocato sette tracce su tredici nella Singlų Top 100, di cui due in top forty. L'album ha trascorso tre settimane non consecutive al vertice della classifica nazionale e gli ha fruttato tre candidature nell'ambito dei Muzikos asociacijos metų apdovanojimai, i premi musicali principali della Lituania, vincendone una come urban dell'anno.
Nel 2020 ha conquistato il suo miglior posizionamento nella hit parade dei singoli grazie al debutto in 16ª posizione di Manęs daugiau, il cui successo è stato sufficiente a garantirgli una vittoria su due nomination ai M.A.M.A. del 2021.
Dėmesio!, uscito a settembre 2021 e candidato per un M.A.M.A all'album dell'anno, è divenuto il suo secondo disco numero uno ed è stato certificato oro dalla AGATA con oltre 2 500 unità equivalenti.
Nel marzo 2024 viene pubblicato sotto la Warner Baltics l'LP Plastika, con cui ha ottenuto la sua terza numero uno nella Albumų Top 100. Lo stesso disco, anticipato dagli estratti Chemija e Anglys, è riuscito a far esordire le dieci tracce all'interno delle prime trenta posizioni della Singlų Top 100; la traccia Beržas, in collaborazione con Monika Liu, si è fermata sul podio. Plastika ha generato cinque candidature ai M.A.M.A. 2025, trionfando come album dell'anno e facendo guadagnare all'artista un ulteriore riconoscimento. La settimana dopo la cerimonia di premiazione l'LP è risultato quello più consumato per un'ottava settimana non consecutiva; inoltre, Vienas è diventata la sua prima numero uno nella Singlų Top 100.

## Discografia

### Album in studio
- 2018 – Max Pain (con Keanu Blunt)
- 2018 – Pick Up Line
- 2021 – Dėmesio!
- 2024 – Plastika

### Album dal vivo
- 2025 – Live 24.09.30

### EP
- 2014 – 1000 Nights (come Fingalick)
- 2017 – Ego (come Fingalick)
- 2019 – Praleisti skambučiai
- 2021 – Freestyle

### Singoli
- 2018 – Dedikaty (come Fingalick)
- 2018 – Ballad of a Newman (come Fingalick)
- 2018 – Tu maivais
- 2018 – Kill You (con Keanu Blunt)
- 2019 – 24sek (con Angelou)
- 2019 – Paprasta (con Monique)
- 2019 – Hard Love (con Lil Skar e Keanu Blunt)
- 2019 – Medaus mėnuo (con Flying Saucer Gang)
- 2020 – Manęs daugiau
- 2020 – Šventa ramybė
- 2021 – Leak Freestyle
- 2021 – Tu nežinai
- 2021 – Vien tik tu
- 2021 – Atlanta
- 2023 – Pavydas (feat. Abudu)
- 2023 – Tūžis
- 2023 – Vienišas žmogus
- 2024 – Chemija
- 2024 – Anglys
- 2025 – Linijos